# Sankt Oswald-Möderbrugg
Sankt Oswald-Möderbrugg est une ancienne commune autrichienne du district de Judenburg en Styrie.